# Industrie- und Handelskammer St. Gallen-Appenzell
Die Industrie- und Handelskammer St. Gallen-Appenzell hat zum Ziel, in den Kantonen St. Gallen, Appenzell Ausserrhoden und Appenzell Innerrhoden die Interessen der Industrie, des Handels und der Dienstleistungsunternehmen zu wahren und zu fördern. Sie ist als Verein organisiert und hat den Sitz in St. Gallen. Die Kammer ist die älteste Handelskammer der Schweiz, deren Ursprung bis ins 15. Jahrhundert zurückreicht. So stammt das älteste bekannte Mitgliederverzeichnis der Gesellschaft zum Notenstein, der Vorläuferin der heutigen IHK, aus dem Jahre 1466.

## Sitz

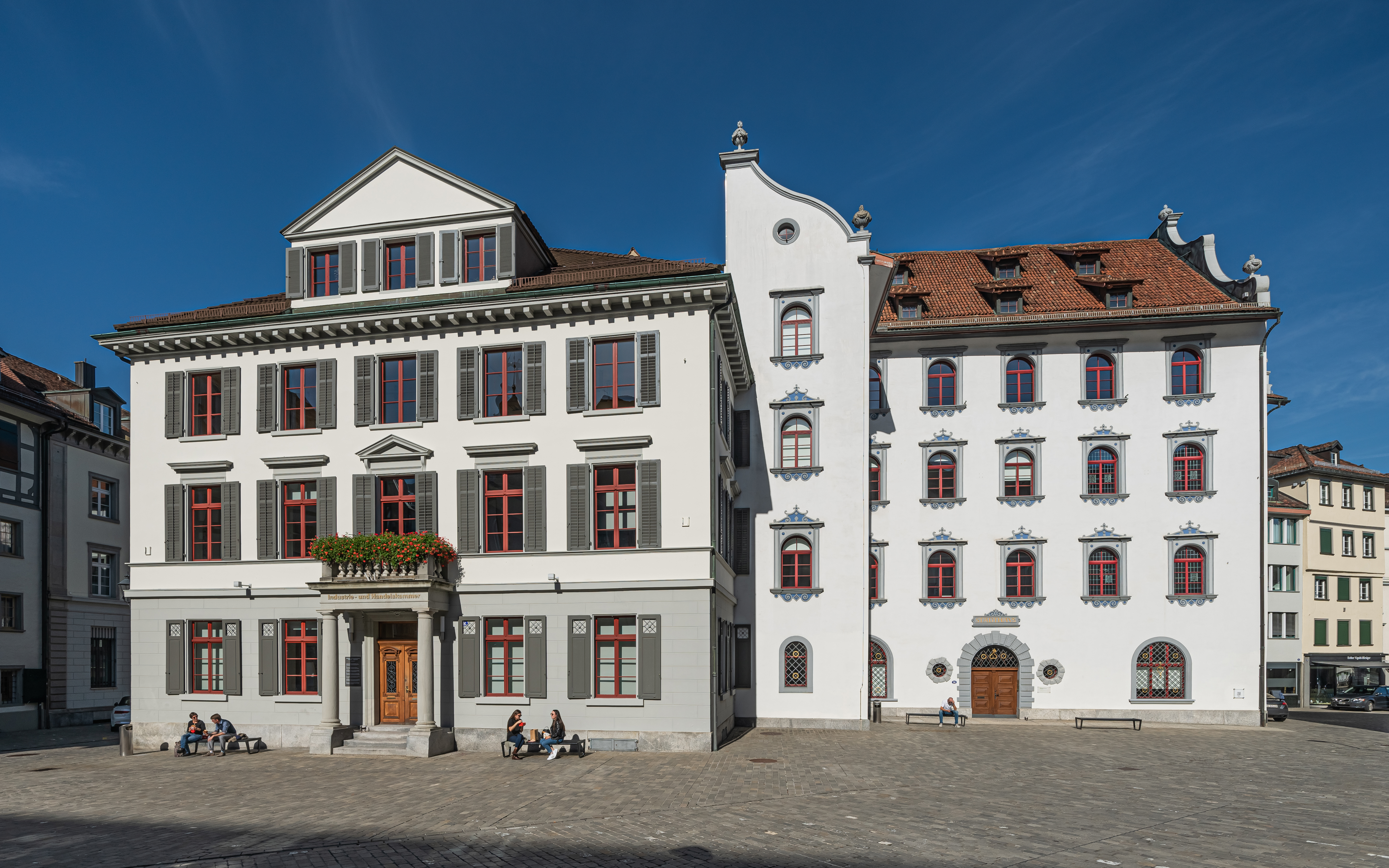
Sitz der IHK St. Gallen-Appenzell

Die Kammer hat ihren Sitz seit 1864 im Haus „zum Engelskopf“ an der Gallusstrasse 16 im St. Galler Klosterbezirk. Zuvor war sie direkt daneben im Stadthaus beheimatet, dem heutigen Sitz der Ortsbürgergemeinde St. Gallen.

## Organisation
Die Kammer ist eine Mitgliederorganisation. Mitglied kann jede natürliche oder juristische Person sowie jede Personengesellschaft werden, die sich zum Ziel und Zweck des Vereins bekennt. Im Gegensatz zu anderen Ländern kennt die Schweiz keine Pflichtmitgliedschaft für Unternehmen. Zurzeit hat die IHK St. Gallen-Appenzell etwa 1600 Mitgliedsunternehmen, die insgesamt rund 80'000 Mitarbeitende beschäftigen.

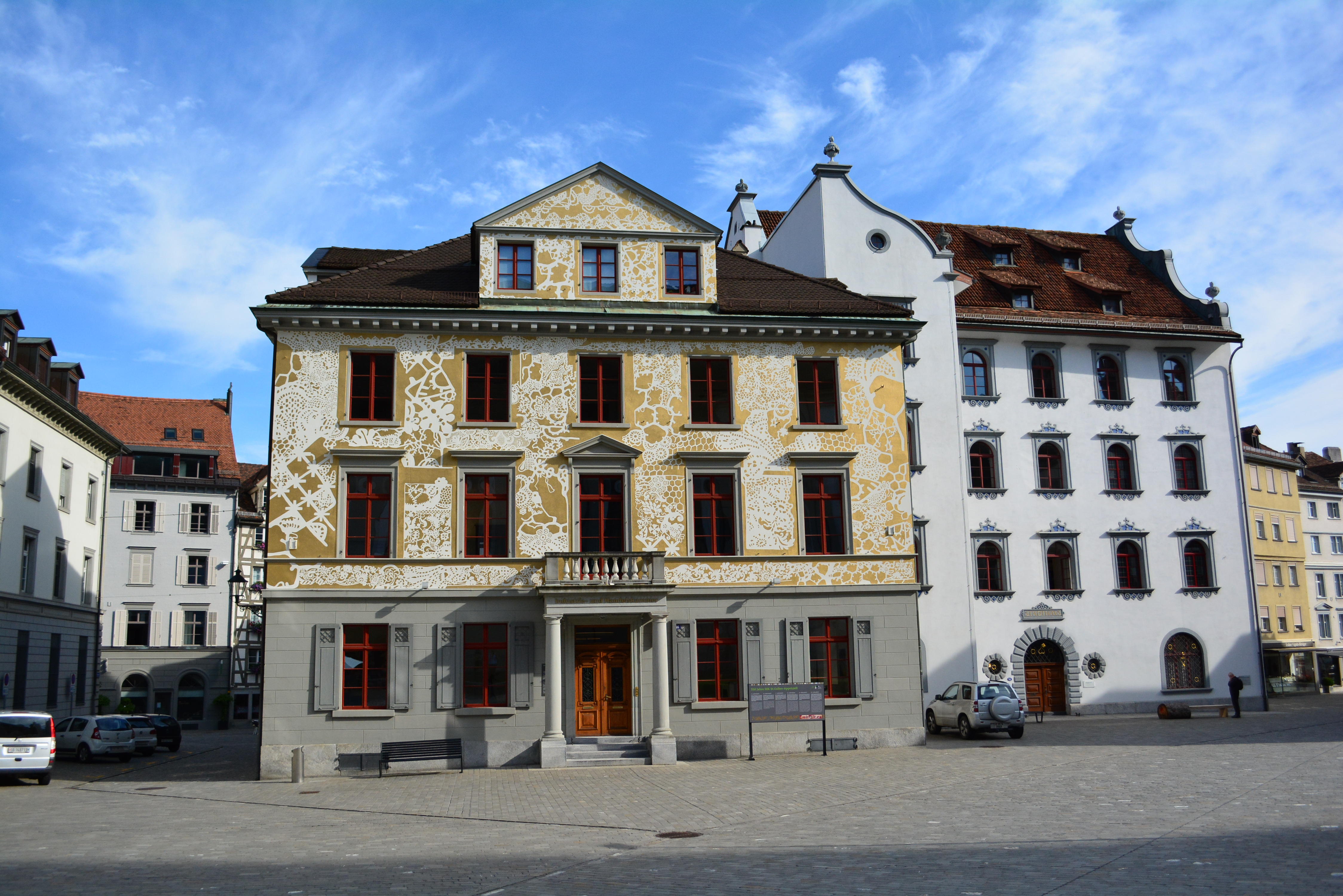
IHK-Sitz im goldenen «Festkleid» zum 550-Jahr-Jubiläum 2016.

### Generalversammlung
An der Generalversammlung hat jedes Mitglied ein Stimmrecht. Zu den Aufgaben der Generalversammlung gehören vor allem die Wahl der Vorstandsmitglieder, des Präsidenten und der Vizepräsidenten oder die Genehmigung von Jahresbericht und Jahresrechnung. 

### Vorstand und Präsidialausschuss
Die Mitglieder von Vorstand und Präsidialausschuss (bestehend aus dem Präsidenten und den Vizepräsidenten) werden von der Generalversammlung auf die Dauer von drei Jahren gewählt. Seit einer Statutenrevision besteht der Vorstand aus höchstens 15 Mitgliedern, welche die verschiedenen Wirtschaftszweige und Regionen angemessen repräsentieren sollen. Die Amtszeit ist auf drei Amtsdauern beschränkt. Die Generalversammlung kann in Ausnahmefällen eine vierte Amtsdauer beschliessen. 
Der Vorstand ist das geschäftsleitende Organ des Vereins. Er ist u. a. verantwortlich für alle Massnahmen, die der Zielerreichung des Vereins dienen. Der Präsidialausschuss bereitet die Geschäfte zuhanden des Vorstandes vor und vertritt den Verein nach innen und aussen. Seit 2018 präsidiert Roland Ledergerber die IHK St.Gallen-Appenzell.

### Geschäftsstelle
Die Geschäftsstelle setzt die Entscheide des Vorstandes operativ um und wird seit 2018 von IHK-Direktor Markus Bänziger geleitet. Die Geschäftsstelle beschäftigt zurzeit insgesamt 14 Personen, davon die Hälfte in Teilzeitmandaten. Insgesamt entspricht dies ungefähr zehn Vollzeitstellen.

## Aufgaben
Die Kammer hat drei Hauptaufgaben: 
- Export: Sie fördert den freien Aussenhandel, berät und unterstützt ihre Mitglieder bezüglich der Vorschriften im internationalen Waren-, Dienstleistungs- und Zahlungsverkehr und bietet Exportschulungen an.
- Veranstaltungen: Sie schafft durch verschiedenste Veranstaltungen Plattformen zur Vernetzung für ihre Mitglieder. Sie unterstützt die Aus- und Weiterbildung und fördert den Erfahrungsaustausch unter den Mitgliedern.
- Wirtschaftspolitik: Sie setzt sich gegenüber Staat und Öffentlichkeit für eine wettbewerbsfähige Marktwirtschaft ein und fördert bei Staat, Sozialpartnern, Schulen, Medien und Öffentlichkeit das Verständnis für die Aufgaben und Probleme einer marktwirtschaftlich organisierten Wirtschaft.

## Geschichte

### 15. Jahrhundert
Der Ursprunggeht auf den St. Galler Leinwandhandel zurück, der sich im 15. Jahrhundert zur ersten Exportindustrie der Eidgenossenschaft entwickelte. Als Gegengewicht zu den Zünften organisierten sich die Fernhändler in der freien Gesellschaft zum Notenstein, der Vorläuferin der heutigen IHK. Das älteste bekannte Mitgliederverzeichnis stammt aus dem Jahre 1466. Die wichtigsten Aufgaben lagen in der Handelspolitik und in der Organisation des kaufmännischen Botendienstes, dem Nürnberger und Lyoner Ordinari.

### 16. Jahrhundert
St. Gallen wurde reformiert, zwischen Abtei und Stadt St. Gallen baute man eine Schiedmauer. Die Gesellschaft zum Notenstein verkaufte ihr Gesellschaftshaus am Obstmarkt an die Stadt und bezog einen turmartigen Bau beim Brühltor. Dank der im Ewigen Frieden von 1516 mit Frankreich vereinbarten Handelsprivilegien nahm die Bedeutung Lyons für den St.Galler Leinwandhandel stetig zu.

### 17. Jahrhundert
In den 1630er-Jahren konstituierte sich neu eine Generalversammlung sämtlicher Kauf- und Ladenleute. Diese übernahm die operativen Aufgaben der Gesellschaft zum Notenstein, die als gesellschaftliche Vereinigung vornehmer Familien bestehen blieb. Die politischen Verwerfungen in den Absatzmärkten belasteten die St.Galler Leinwandindustrie. Die Zunftverfassung verhinderte jedoch eine Anpassung von Produkten und Produktion an die neuen Umstände. In Hauptwil und Trogen entstanden Konkurrenzstandorte. 1685 richteten die Kaufleute für die Hugenottenflüchtlinge die «Eglise française de Saint-Gall» ein, die noch heute unter dem Patronat der IHK St. Gallen-Appenzell steht.

### 18. Jahrhundert
Baumwollprodukte verdrängten die Leinwand. Die starke Stellung der Zunft der Weber erschwerte in der Stadt St. Gallen den Strukturwandel. 1730 gab sich die aus der Gesellschaft zum Notenstein herausgewachsene Kaufmannschaft als Kaufmännische Corporation ein eigentliches Organisationsstatut. 1753 wurden die ersten Mousselinegewebe bestickt. Die Handstickerei wurde in der ganzen Ostschweiz rasch zu einem wichtigen Wirtschaftsfaktor. 1798 liquidierte man mit den Zünften auch die Gesellschaft zum Notenstein.

### 19. Jahrhundert
Die Verbesserung der Handstickmaschine und die Erfindung der Schifflistickmaschine lösten einen steilen Aufstieg der St.Galler Stickerei aus. Sie wurde zum wichtigsten Exportprodukt der Schweiz. Gleichzeitig entwickelte sich die Textilmaschinenindustrie. 1864 verkaufte die Kaufmännische Corporation ihr Postgebäude (heute Stadthaus) und bezog als neuen Geschäftssitz die Nachbarliegenschaft, das «Haus zum Engelskopf». Da die Kaufmännische Corporation nur Stadtbürgern offenstand, gründeten Exportkaufleute 1875 den Handels- und Industrieverein.

### 20. Jahrhundert
Mit dem Ausbruch des Ersten Weltkriegs und der anschliessenden Weltwirtschaftskrise geriet die Stickereiindustrie in eine tiefe Krise. Die meisten Unternehmen verschwanden. Heute arbeitet noch ein Prozent der Erwerbstätigen der Ostschweiz in der Textilindustrie. Nach wie vor gibt es aber bedeutende Textilunternehmen, die mit kreativen, innovativen und hochwertigen Produkten den Namen «St. Gallen» in die ganze Welt tragen. 1991 fusionieren die Kaufmännische Corporation und der Handels- und Industrieverein zur Industrie- und Handelskammer St. Gallen-Appenzell.